# François de Calvo
Vous lisez un « bon article » labellisé en 2014.
Pour les articles homonymes, voir Calvo.
François de Calvo, comte de Calvo, baptisé à Barcelone le 28 juillet 1625 et mort à Deinze le 29 mai 1690, est un gentilhomme et militaire français d'origine catalane du XVIIe siècle.
Issu d'une bonne famille catalane, il fait le choix de s'engager dans l'armée française alors que la guerre des Faucheurs fait rage. Après avoir un temps exercé dans l'infanterie, il passe dans la cavalerie et devient capitaine au régiment de cavalerie d'Aguilar dès 1647. Il arrive à lever un régiment et devient mestre de camp en 1654.
Militaire remarquable, Calvo participe à toutes les campagnes du règne de Louis XIV et s'illustre notamment en Catalogne et en Hollande. Il obtient le grade de brigadier des armées du roi en 1674. Général estimé du roi pour son efficacité, il est finalement fait lieutenant-général des armées en 1676 à la suite de son intrépide défense de Maastricht. Il devient chevalier des ordres du roi un peu avant sa mort, en 1688.

## Origines familiales
François de Calvo Gualbes est né à Barcelone, et non à Soldeu en Andorre, comme certains auteurs le disent,. Il est baptisé le 28 juillet 1625 en l'église Saints-Just-et-Pasteur de Barcelone sous le nom de Joan Salvador de Calvó i Gualbes. Lors de sa confirmation, il prend le prénom de François. Il est le fils de don Josep de Calvo, deuxième du nom, et doña Jerónima de Gualbes, sa femme.
C'est un gentilhomme catalan issu d'une prestigieuse famille dont les ancêtres commandent à plusieurs reprises la défense de Barcelone contre les raids maures, notamment lors du sac de la ville en 985 par Almanzor. Il compte également des Almogavres dans ses ascendants. Son père, Josep de Calvo i Puigesteve, citoyen d'honneur de Barcelone, est docteur en droit, membre du Conseil d'Aragon et de l'audience royale de Catalogne, il est notamment élu consul militaire pour l'année 1640, avec Aloisio Roca. Sa noblesse est confirmée lors de son entrée aux Corts catalanes, le 14 mai 1622 et, à ce titre, enregistrée dans le Livre vert de l'ordre militaire de Catalogne. Sa mère descend d'une puissante famille de la noblesse barcelonaise, qui donne un grand nombre de conseillers en chef à la ville.
François de Calvo a une sœur aînée et deux frères cadets : Jéromine, Joseph et Pierre. La première épouse Raphaël Antich. Le deuxième est lui aussi militaire. Le troisième est ecclésiastique : il est fait abbé de Notre-Dame d'Eu par Louis XIV à l'annonce de la levée du siège de Maastricht en 1676 grâce aux exploits de son frère François ; Pierre de Calvo est aussi conseiller honoraire au conseil souverain de Roussillon et archidiacre d'Elne. Son neveu, Benoît de Calvo Bassedes, fils de Joseph, deviendra colonel du régiment Royal et brigadier en 1693.

## Carrière militaire

### Ralliement à la France
Depuis le début de la guerre de Trente Ans, les soldats castillans sont omniprésents en Catalogne et la population locale vit relativement mal cette présence. En 1640, les Catalans se révoltent contre leur souverain légitime, le roi d'Espagne. François de Calvo, encore adolescent, est témoin de ce grand bouleversement. Dès 1641, l'élite traditionnelle catalane ne contrôle plus la révolte des paysans : incapable de stabiliser la situation et devant l'avance des troupes castillanes, elle fait appel à la France. Richelieu saisit immédiatement l'opportunité d'affaiblir Philippe IV d'Espagne. Après la victoire de Montjuïc, les Calvo, comme beaucoup d'aristocrates catalans, prennent le parti de la France. François de Calvo n'y fait pas exception et, malgré son jeune âge, propose ses services au nouveau gouverneur français de Catalogne, Joseph de Margarit, marquis d'Aguilar. Dès lors, il sert fidèlement le roi très-chrétien.

### Guerre des Faucheurs
Calvo fait ses premières armes dans les troupes du maréchal de la Mothe. Il participe notamment à la prise d'assaut de Tamarit en 1642 et aux secours de Flix, de Miravet et de Cadaqués en 1643. Il est dans l'armée venue lever le siège de Lérida en 1644 et est témoin de la cuisante défaite qui coûte son poste de vice-roi de Catalogne au maréchal de la Mothe. Sous le commandement du comte d'Harcourt, il prend part aux batailles de Llorens et de Balaguer en 1645 et au siège de Lérida en 1646. Il gagne ses galons de capitaine au régiment de cavalerie de Margarit, à sa création le 6 janvier 1647. Passé sous les ordres du Grand Condé, il sert lors de l'attaque de Lérida et du siège de Tortosa en 1647. En 1648, en récompense de ses services et de sa fidélité au roi de France, la baronnie de Calonge – comprenant en plus de la ville les terres de Vall-llobrega et Vila-romà – est détachée du comté de Palamós pour lui. Calvo s'avérant un brillant officier, le maréchal de la Mothe obtient pour lui de la cour le grade de maréchal de camp le 14 octobre 1651. Cependant la mesure soulève des oppositions en Catalogne : Calvo est jugé trop proche de Margarit et le 3 janvier 1652 le brevet est révoqué, officiellement sur les plaintes d'officiers plus anciens que lui qui n'ont pas encore obtenu ce grade. Un proche de Josep d'Ardena, rival politique de Margarit, est nommé à sa place.
Il a un rôle actif dans la défense de Barcelone en 1652, mais après la victoire des forces espagnoles, il assiste impuissant à la fin de la domination française sur la Catalogne. En compensation de la perte de ses propriétés catalanes, les biens du vicomte de Joch, Antoine de Perapertusa, roussillonnais partisan de l'Espagne ayant fui à Barcelone, lui sont donnés le 18 juin 1653. Il ne perd pourtant pas espoir et continue de résister aux troupes espagnoles : il parvient à les dissuader de mettre le siège devant Roses à l'été 1653. Il prouve son courage lors du siège de Gérone et du combat de Bordilly. Le 13 mars 1654, il obtient du roi le droit de lever un régiment de cavalerie à son nom et devient mestre de camp. Il participe avec son nouveau régiment à plusieurs campagnes militaires en Catalogne et en Conflent : il sert notamment aux batailles de Villefranche-de-Conflent, de Puycerda, de Cadaqués et de Castellon. Il reste en poste jusqu'à ce que la paix soit retrouvée en 1659 avec la signature du traité des Pyrénées.

### Guerre de Dévolution
Son régiment est licencié le 20 juillet 1660. Conservant sa compagnie de mestre de camp, il sert un temps en Italie et, en 1664, fait partie des troupes françaises envoyées par Louis XIV pour secourir le Saint-Empire en Hongrie contre les Turcs. Il participe à la bataille de Saint-Gothard où il s'illustre une nouvelle fois par sa vaillance. Son régiment est rétabli le 7 décembre 1665 pour commémorer son action et il est fait brigadier des armées du roi par brevet du 12 mai 1667.
La guerre de Dévolution éclate quelques jours plus tard et Calvo est placé sous les ordres du maréchal d'Aumont. Ils avancent avec succès au sein de la Flandre en prenant la ville de Bergues le 6 juin et celle de Furnes six jours plus tard. Il est dépêché pour soutenir le roi qui assiège Tournai. Après cela, il participe aux conquêtes de Courtrai et d'Audenarde en juillet. Il concourt également à la conquête de la Franche-Comté une fois la campagne de Flandre terminée. La paix étant revenue, son régiment est à nouveau licencié le 24 mai 1668, le roi lui conserve encore une fois sa compagnie de mestre de camp. Son régiment est définitivement rétabli le 9 août 1671 et il est créé visiteur de la cavalerie le 6 novembre.

### Guerre de Hollande

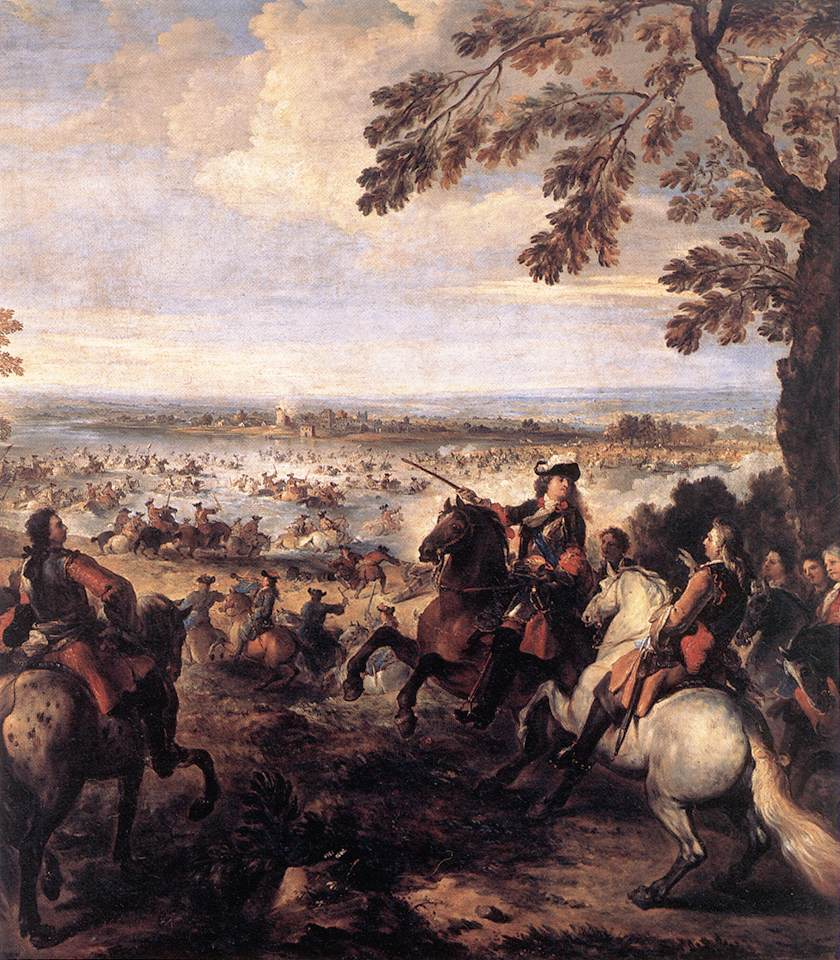
Le passage du Rhin par l'armée de Louis XIV, par Joseph Parrocel, musée du Louvre.

En 1672, il accompagne le roi lors de la campagne de Hollande. Intrépide, il est l'un des premiers à passer le Rhin. Le roi se l'attache et le fait gouverneur d'Arnhem le 8 septembre 1672. Il prend part à tous les sièges que le roi fait en personne. Il passe l'hiver dans la province d'Utrecht, contribue à la levée du siège de Woerden et à la prise de Bodegraven.
En 1673, il sert sous les ordres du prince de Condé, puis du duc de Luxembourg, avec lequel il prend Maastricht. En 1674, à la bataille de Seneffe, il se distingue par sa bravoure. Louis XIV dit à cette occasion : « j'ai quatre hommes que mes ennemis respectent : Montal, Chamilly, Calvo et Dufay ». Il marche également au secours d'Audenarde. Détaché par le maréchal d'Estrades, gouverneur de Maastricht, il assiège et prend la ville de Saint-Vith, y fait un butin important et démantèle la place en six heures. Au début de 1675, il est employé en Lorraine sous les ordres du marquis de Rochefort. Il est définitivement fait maréchal de camp par brevet du 2 avril 1675.
Il passe à l'armée de Flandre en mai et est à Dinant, Huy ou encore Limbourg. Le 30 juillet 1675, il est désigné commandant de Maastricht, en l'absence du maréchal d'Estrades, qui est alors à Nimègue. François de Calvo s'est, notamment, rendu célèbre auprès de ses contemporains à la suite de sa remarquable défense de Maastricht en 1676. Le roi accorde dès lors une grande confiance à son général : « j'étais sans crainte quand il [Calvo] défendait une place », aurait-il dit. En s'enfermant dans la ville, le général a ce mot : « Messieurs, je n'entends rien à la défense d'une place ; tout ce que je sais, c'est que je ne veux pas me rendre ». En effet, il ne se rend pas et, pendant plus de deux mois, défend la ville avec tellement d'ardeur – les Français font une sortie tous les jours, et le général de Calvo est aux côtés de ses hommes – contre les forces du prince d'Orange que ce dernier est contraint de lever le siège le 27 août, alors que les troupes du maréchal de Schomberg approchent. Louis XIV, reconnaissant son mérite et profondément satisfait de son général, le fait gouverneur d'Aire le 29 août et lieutenant-général de ses armées le 30 août. Une pension de vingt mille livres lui est accordée le 12 septembre.
Il conserve le commandement de Maastricht jusqu'à ce que la ville soit rendue aux Néerlandais, il n'hésite d'ailleurs pas à effectuer plusieurs sorties pour maintenir l'ennemi aux abois, comme en mai 1678 : il s'empare de la ville de Leeuw et fait plus de quatre cents prisonniers, dont trente-cinq officiers.
Le 25 mars 1679, devant le refus de Frédéric-Guillaume Ier de Brandebourg de signer la paix, ordre est donné à Calvo de ravager les duchés de Clèves et de Juliers. Il s'empare ainsi de Clèves et du pays alentour. Il est alors employé dans l'armée du Rhin et placé sous le commandement du maréchal de Créquy. Il se distingue encore par son courage au passage de la Weser près de Minden le 30 juin 1679.

### Guerre des Réunions
En 1684, le service du roi le conduit à retourner en Catalogne. Ayant passé le Ter à la nage, il charge rudement les lignes espagnoles au-delà du Pont-Major et manque de faire prisonnier le duc de Bournonville, leur général ; mais la nuit le contraint à la prudence et il préfère se replier. Il prend Gérone aux côtés du maréchal de Bellefonds.

### Guerre de la Ligue d'Augsbourg
La guerre ayant recommencé en 1688, contre les Espagnols et leurs alliés, il sert dans l'armée de Flandre, sous les ordres du maréchal d'Humières. Le 31 décembre 1688, le roi le fait chevalier de ses ordres et l'envoie, le 24 mai 1689, à la tête d'un corps de cinq mille hommes, défendre la frontière nord du royaume que vingt mille soldats espagnols et hollandais menacent.

## Mort et postérité
Il meurt d'une fluxion de poitrine à Deinze le 29 mai 1690, âgé de 64 ans, et est enterré à Aire, dont il était gouverneur. François de Calvo reste un général de Louis XIV peu connu comme le remarque le journaliste Fernand Sendra dans un article : « François de Calvo, andorran [sic] et grand serviteur des armées de la France, « le brave Calvo » ne mérite-t-il pas le souvenir ? ».

## Généalogie
- Josep Calvo[δ] ⚭ Joana Cellers
  - Pere de Calvo ⚭ Caterina Puigesteve
    - Josep de Calvo (1599-) ⚭ Jerónima de Gualbes
      - Jéromine de Calvo (1624-1650) ⚭ Rafael Antich (1608-1681)
      - François de Calvo (1625-1690) ⚭ Marie de Margarit (1621-1674)
        - François de Calvo (1660-1708) ⚭ Mancia Maduxer
          - Marianne de Calvo (1694-1720) ⚭ Joseph de Tord (1686-1759)

      - Joseph de Calvo (1629-) ⚭ Marie de Bassedes
        - Josèphe de Calvo (1661-1725) ⚭ Jean d'Ardena (1639-1681)
        - Thérèse de Calvo (1666-1733) ⚭ Francois de Tord (1666-1713)
        - Benoît de Calvo (1672-1703)[ε]
        - François de Calvo ⚭ Françoise Camus de Beaulieu

      - Pierre de Calvo (1633-1708)

    - Marianna de Calvo (-1624) ⚭ Lluís Rufet
    - Helena de Calvo y (-1646) ⚭ Domenec de Preixana ⚭ Jeroni de Cardona

  - Lucrecia de Calvo ⚭ Josep de Dalmau

## Mariage et descendance
Le 7 mai 1644, il épouse Marie de Margarit, fille de Philippe de Margarit et de Béatrice de Gallart, sa seconde épouse. Marie de Margarit est également la sœur consanguine de Joseph de Margarit, marquis d'Aguilar. Ils n'ont pas d'enfant.
François de Calvo a cependant un fils naturel, François de Calvo. Ce dernier cumulera plusieurs charges d'importance et sera notamment avocat général au conseil souverain de Roussillon. Il épouse en l'église Saint-Jean de Perpignan le 26 juin 1691 Mancia Maduxer, qui lui donne une fille prénommée Marie. Il obtient des lettres de légitimation du roi en juillet 1699.

## Personnalité
Redoutable homme de guerre, Calvo a la réputation, chez ses contemporains, d'être implacable avec ses ennemis et excellent gestionnaire. Fidèle au roi de France et dévoué à Louvois, c'est sur son ordre qu'il ravage le pays de Liège en 1676, alors que l'armée française est assiégée dans Maastricht. Paillerolles, diplomate envoyé par Pomponne à Maastricht, décrit le général de Calvo comme un soldat froid, manquant cruellement d'humanité.
Un de ses biographes rapporte qu'il est « le plus bel homme de l'armée et le plus brave ». François de Calvo est courageux et intrépide ; véritable commandant, il n'hésite pas à payer de sa personne, « il était de la trempe des Catinat et des Turenne, moins la naissance ».
Calvo est passionné par les chevaux, il n'est d'ailleurs pas rare de le trouver dans son écurie, qui est l'une des plus remarquables de son temps, à tel point que les plus grands dessinateurs prennent ses chevaux pour modèle. Le général nomme sa monture « mon cœur » et lui prodigue des soins très attentifs. Une anecdote est d'ailleurs restée à ce propos : alors que Louis XIV veut témoigner en personne à Calvo l'estime qu'il fait de lui et de ses talents, le roi remarque la beauté de sa monture et lance au général :

« Calvo, changeons ; vous ne perdrez rien au change.
— Sire, reprend le militaire, que Votre Majesté me demande mon épouse, je la lui donnerai, mais qu'elle me laisse mon cœur !
— Ventre-saint-gris, interrompt le roi, votre femme n'a plus de dents !
— Sire, réplique Calvo, à cheval donné, on ne regarde pas à la bouche. »

Le roi éclate de rire, embrasse Calvo et le rassure immédiatement sur la demande qu'il ne lui a faite que par plaisanterie. Cette répartie est depuis passée en dicton : « il ne faut pas trouver à redire à un présent que l'on nous fait ».

## États de service
- 6 janvier 1647 : capitaine au régiment de cavalerie d'Aguilar ;
- 13 mars 1654 : mestre de camp du régiment de cavalerie de Calvo ;
- 12 mai 1667 : brigadier des armées du roi ;
- 2 avril 1675 : maréchal de camp ;
- 30 août 1676 : lieutenant-général des armées du roi.

## Titres
- Comte de Calvo[ζ] ;
- Baron de Calonge (1648).

## Décorations
| Ruban de l'ordre du Saint-Esprit | Ruban de l'ordre de Saint-Michel |

- Chevalier des ordres du roi (11e promotion, Versailles, 31 décembre 1688)[17] ;
  - Chevalier du Saint-Esprit ;
  - Chevalier de Saint-Michel.

## Armoiries
| Figure                                 | Informations | Informations |
| -------------------------------------- | ------------ | --- |
| Grandes armoiries de François de Calvo | Couronne     | Comte |
| Grandes armoiries de François de Calvo | Blasonnement | Écartelé : au 1 d'or, à la bande de gueules (qui est de Calvo) ; au 2 d'argent, chargé de trois fasces ondées d'azur (qui est de Gualbes) ; au 3 d'argent, au mont d'azur surmonté d'une comète à six raies de gueules (qui est de Puigesteve) ; au 4 d'or, à la bande de sable, à la bordure de pièces du même (qui est de Bret),. |
| Grandes armoiries de François de Calvo | Supports     | Lions |
| Grandes armoiries de François de Calvo | Décorations  | Ordre du Saint-Esprit Ordre de Saint-Michel |